# Thamnistes rufescens
El batará rojizo (Thamnistes rufescens), es una especie de ave paseriforme de la familia Thamnophilidae. Fue recientemente (en 2018) separada del batará café (Thamnistes anabatinus), que hasta entonces era la única especie del género Thamnistes. Es nativo del oeste de América del Sur.

## Distribución y hábitat
Se distribuye por el piedemonte oriental de los Andes desde el este de Perú, al sur del río Marañón (Amazonas) hacia el sur hasta el oeste de Bolivia (La Paz, Cochabamba).
Es un hormiguero arborícola, que habita en el dosel y en el subdosel de selvas húmedas de piedemonte y montanas bajas y en sus bordes, entre los 450 y 1500 m de altitud.

## Sistemática

### Descripción original
La especie T. rufescens fue descrita por primera vez por el ornitólogo alemán Jean Cabanis en 1873 bajo el mismo nombre científico.

### Etimología
El nombre genérico «Thamnistes» deriva del griego «thamnos»: arbusto, matorral, e «hizō»: sentarse; significando «que permanece en los arbustos»; y el nombre de la especie «rufescens», deriva del latín: rojizo.

### Taxonomía
La presente especie fue considerada conespecífica con Thamnistes anabatinus hasta que los estudios de vocalización de Isler & Whitney (2017) demostraron diferencias significativas en el canto y en los llamados, justificando su separación, lo que fue aprobado en la Propuesta N° 758 al Comité de Clasificación de Sudamérica, y listado por las clasificaciones del Congreso Ornitológico Internacional (IOC) y Clements Checklist v.2018. Los autores también sugieren la posibilidad de que la subespecie Thamnistes anabatinus aequatorialis también sea una especie separada, dependiendo de más estudios.
Algunos autores, como Aves del Mundo y Birdlife International, consideran al grupo andino T. anabatinus aequatorialis (junto a las subespecies gularis y la presente rufescens) como especie separada: el batará café oriental Thamnistes aequatorialis P.L. Sclater, 1862; con base en diferencias morfológicas y de vocalización.